# Ibn Kaszír
Imád ad-Dín Abu l-Fidá Iszmáíl ibn Umar ibn Kaszír (arab betűkkel عماد الدين أبو الفداء إسماعيل بن عمر بن كثير, tudományos átiratban ʿImād ad-Dīn Abū l-Fidāʾ Ismāʿīl ibn ʿUmar ibn Kaṯīr; Boszra, 1300 k. – Damaszkusz, 1373 februárja) középkori arab hadísztudós, Korán-kommentátor, prédikátor és történetíró volt.

## Élete
Apja halálát követően, hatéves korában került Damaszkuszba, ahol a bátyja nevelte. Itt kezdte meg tanulmányait. Bár elsősorban sáfiita mestereket hallgatott, rövidesen Ibn Tajmijja és hanbalita követőinek hatása alá került. Karrierje viszonylag későn ívelt fel: 1345-ben prédikátori kinevezést kapott egy újonnan alapított mezzei mecsetbe, majd 1348-ban, mestere, Dzahabi halálakor ő lépett az örökébe az Umm Szálih-madrasza hagyománytanáraként. Az elkövetkező években nagy befolyásra és tekintélyre tett szert, a damaszkuszi kormányzók számos alkalommal kérték ki a véleményét különféle közügyekben. 1366-ban az Omajjád-mecsetben kapott katedrát, itt a Korán-magyarázat (tafszír) tárgykörében tartott előadásokat. 1373-as halálakor mestere, Ibn Tajmijja mellé temették a Szúfijja-temetőben.

## Munkássága
Ibn Kaszír ma elsősorban történetíróként ismert. Történeti műve, amely „A kezdet és a végcél” (al-Bidája va n-nihája) címet viseli, Mohamed próféta életrajzával kezdődik, és a szerző napjaiig tárgyalja a muszlim történelem eseményeit, majd Damaszkusz történelmének krónikáját közli. Rendkívül széles körű forráshasználat jellemzi. A későbbi történetírók közül elsősorban Ibn Hiddzsi, Ibn Kádi Suhba, Ibn Hadzsar al-Aszkaláni és al-Ajni használta fel művét. Al-Aszkaláni „A kezdet és a végcél” folytatását írta meg. Emellett írt egy tabakát-típusú életrajzgyűjteményt a sáfiita jogtudósokról, illetve a damaszkuszi kormányzó kérésére egy traktátust a határvidéki helyőrségekről „A dzsihád iránt kifejtett szorgoskodás” (al-Idzstihád fi talab al-dzsihád) címmel.
A vallástudományok több ágában tevékenykedett. A prófétai hagyományok terén legnagyobb lélegzetű munkája „Az Összegyűjtő” (al-Dzsámi), amely a hat könyv néven ismert kanonikus hadíszgyűjteményekben és Ahmad ibn Hanbal gyűjteményében szereplő hadíszok közlése a hagyományozók nevének betűrendjében. Tervezte, hogy kommentárt ír al-Buhári Szahíh című gyűjteményéhez, de ezt már nem tudta befejezni. Írt a korai muszlim hagyományozókról, illetve kivonatokat készített mások hadísztudományi munkáiból. Készített egy Korán-kommentárt is, „A Korán erényei” (Fadáil al-Kurán) című művében pedig röviden összefoglalta a szent könyv történetét. A jogtudomány (fikh) terén is alkotott, ám tervezett munkájának csak töredékével készült el (pusztán a mekkai zarándoklatra vonatkozó szabályokat írta össze).